# Skaftárhreppur
Skaftárhreppur è un comune islandese della regione di Suðurland.
Il più grande insediamento nel comune è il villaggio di Kirkjubæjarklaustur.